# اکولیویک
اکولیویک (به انگلیسی: Akulivik) یک منطقهٔ مسکونی در کانادا است که در نورد-دو-کبک واقع شده‌است.

## خصوصیات
اکولیویک ۸۲٫۶۰ کیلومترمربع مساحت و ۶۱۵ نفر جمعیت دارد.